# کارلوس آماریلا

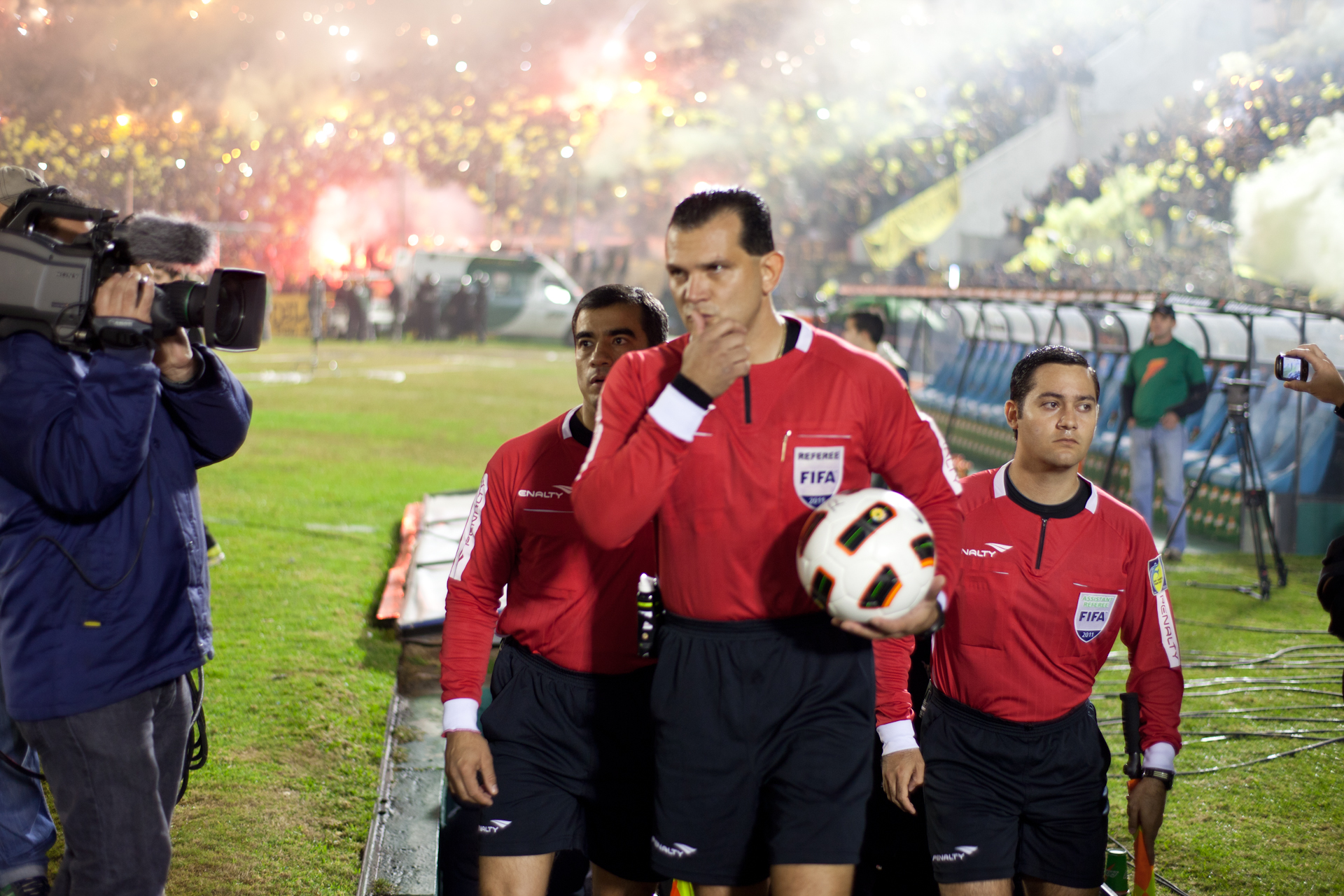

کارلوس آماریلا (انگلیسی: Carlos Amarilla) یک داور فوتبال است. وی سابقه قضاوت در جام جهانی فوتبال را دارد.